# Somatina anthophilata
Somatina anthophilata är en fjärilsart som beskrevs av Achille Guenée 1857. Somatina anthophilata ingår i släktet Somatina och familjen mätare. Inga underarter finns listade i Catalogue of Life.